# La terraza de Sainte-Adresse
La terraza de Sainte-Adresse o Jardín en Sainte-Andresse (en francés, Terrasse à Sainte-Adresse) es un cuadro del pintor francés Claude Monet. Data del año 1867 y se trata de un óleo que mide 98,1 cm de alto por 129,9 cm de ancho. 
Actualmente se encuentra en el Museo Metropolitano de Arte de Nueva York, Estados Unidos. La obra fue adquirida por el museo en una subasta celebrada en Christie's en diciembre de 1967 donde alcanzó un precio de 588 000 libras. 
Fue pintada en la terraza de una casa con vistas al mar de la ciudad balneario de Sainte-Adresse durante el verano de 1867. Los personajes que aparecen en el cuadro son probablemente el padre del pintor, Adolphe Monet, sentado en una silla y, al fondo, junto a la valla, Jeanne-Marie Lecadre, prima lejana del artista, junto a su padre el doctor Adolphe Lecadre. El personaje que aparece de espaldas, semioculto por una sombrilla,  puede ser Sophie Lecadre, hermana e hija de los personajes del fondo. 
Durante el verano de 1867 Monet estuvo trabajando duramente en Sainte-Adresse, surgiendo maravillosas escenas como la Playa de Sainte-Adresse o esta terraza, tomadas ambas del natural a pesar de emplear diferentes iluminaciones para reforzar la teoría impresionista de que la luz y el color dependen de cada momento. 
El artista yuxtapone dos mundos en este lienzo, la burguesía de Le Havre y la actividad comercial del gran puerto. La intimidad de la terraza contrasta con la inmensidad del gran mar. En primer plano nos ofrece una visión en alto de una terraza delimitada por una barandilla y parterres ocupada por miembros de la burguesía. las mujeres con las sombrillas o los hombres con sus sombreros, en esta zona el sol es invisible pero omnipresente. En segundo plano, al fondo el mar plagado de barcos de vapor y de vela. Las líneas verticales de los mástiles rompen con la horizontalidad del mar y del horizonte. Las sombras coloreadas —siguiendo a Delacroix— y los contrastes entre las diferentes tonalidades muestran la frescura que tendrán las obras impresionistas. Como es ya tradicional en las obras de Monet, la pincelada es aplicada a través de pequeños toques en forma de coma que se convierten en manchas cuando el espectador se acerca.